# Phytoliriomyza huttensis
Phytoliriomyza huttensis är en tvåvingeart som beskrevs av Spencer 1976. Phytoliriomyza huttensis ingår i släktet Phytoliriomyza och familjen minerarflugor. Inga underarter finns listade i Catalogue of Life.